# Gewone bloemwants
De gewone bloemwants (Anthocoris nemorum) is een wants uit de familie van de bloemwantsen (Anthocoridae). De soort wers beschreven door Carl Linnaeus in 1761. 

## Uiterlijk
Het diertje is 3,5–4,5 mm groot. De kop, het pronotum en het scutellum zijn zwart. De voorvleugel is glimmend transparant met oranjebruin en een opvallende zwarte stip in het midden. Op de achtervleugel bevindt zich aan de vleugelpunt een zandlopervormige kenmerkende zwarte vlek. De poten zijn overwegend oranjebruin en hebben variabele kleine donkere vlekken nabij de bovenkant van de dijen (femora), vooral de achterpoten. De antennes zijn overwegend bleek op het tweede en derde segment, met een donkere punt. Het eerste en vierde segment zijn donker.

## Leefwijze
De soort leeft zowel van kruidachtige planten, zoals op de grote brandnetel (Urtica dioica), als op houtige planten, zoals fruitbomen. Hij voedt zich met een grote verscheidenheid aan geleedpotigen zoals bladluizen, vlooien of mijten en hun voorstadia, maar ook met honingdauw, stuifmeel en plantensap. Uitzonderlijk kunnen ze ook mensen steken, maar dat doen ze waarschijnlijk alleen op zoek naar water.
De winterslaap vindt als imago plaats op verschillende droge plaatsen, zoals onder losse bast of schorsvlokken, in los strooisel of in graspollen. Bij hogere temperaturen kunnen ze ook in de winter actief worden. De paring vindt plaats in de herfst en de meeste mannetjes overleven de winter niet. De eierstokken van de vrouwtjes vormen zich pas na de winterslaap, zodat de eieren pas tussen april en juni worden gelegd. In totaal leggen ze zo'n 200 eitjes in de opperhuid van de jonge bladeren van hout- en kruidachtige planten. Dit gebeurt aan de rand van het blad.

## Leefgebied
De gewone bloemenwants komt verspreid over Europa voor, en is in Nederland en België algemeen. De soort leeft vrijwel het gehele jaar rond. In Centraal-Europa komen twee generaties per jaar voor, de tweede verschijnt vanaf juni, de overwinterende eerste generatie verschijnt vanaf september. De imagines zijn echter het hele jaar door te vinden.